# Biltmore Forest (Carolina del Norte)
Biltmore Forest es un pueblo ubicado en el condado de Buncombe y en el estado estadounidense de Carolina del Norte. La localidad en el año 2000, tenía una población de 1.440 habitantes en una superficie de 7.5 km², con una densidad poblacional de 190,9 personas por km².

## Geografía
Biltmore Forest se encuentra ubicado en las coordenadas 35°32′16″N 82°32′24″O / 35.53778, -82.54000. Según la Oficina del Censo, la localidad tiene un área total de 7,5 km² (2,9 mi²), de la cual 7,5 km² (2,9 mi²) es tierra y 0 km² (0 mi²) (0.0%) es agua.

### Localidades adyacentes
El siguiente diagrama muestra a las localidades en un radio de 12 kilómetros (7,5 mi) de Biltmore Forest.

## Demografía
En el 2000 la renta per cápita promedia del hogar era de $119.526, y el ingreso promedio para una familia era de $152.654. El ingreso per cápita para la localidad era de $85.044. En 2000 los hombres tenían un ingreso per cápita de $100.000 contra $38.750 para las mujeres. Alrededor del 0.80% de la población estaba bajo el umbral de pobreza nacional.